# Chapelle de Los Alas
La chapelle funéraire de la famille de las Alas (XIVe siècle) est située sur le flanc nord de l'église des Pères Franciscains d'Avilés (ancienne paroisse de Saint Nicolas de Bari), près d'Avilés, Asturies, en Espagne. Cette zone, à côté de l'enceinte médiévale, était occupée par le cimetière de la ville jusqu'à ce qu'il soit déplacé en 1813 sur un terrain proche de l'ancien couvent de La Merced. Sa construction d'un genre nouveau à l'époque lui a permis de rivaliser avec la propre église paroissiale de Saint-Nicolas en termes de beauté[réf. souhaitée], d'autant plus que les deux constructions se situent au bord de la rivière. De plus, sa fonction funéraire, son isolement, et surtout le caractère individualiste de son propriétaire marque l'émergence d'une nouvelle mentalité, moins collective et beaucoup plus personnelle, visant le renforcement social du client et de sa descendance[réf. souhaitée].
En 1991, la chapelle fut déclarée bien d'Intérêt Culturel (BIC).

## Bâtiment

### Chronologie
Grâce à José María Quadrado nous savons que la chapelle de las Alas, également baptisée la chapelle de Sainte-Marie, eut comme instigateur Pedro Juan morador en Avillés, fillo de D. Juan Pelaiz que Dios perdone e de Juana Alfonso (« habitant d'Avilés, Fils de D. Juan Pelaiz que Dieu pardonne et Juana Alfonso »). C'est cette annotation qui figure dans son testament signé en 1346. Ce document, que José María Quadrado a consulté lui-même, affirme également que l'édifice était construit à cette date, puisque le propriétaire y avait déjà enterré sa propre épouse, Sancha Pérez, et qu'il souhaitait que ses restes y soient déposés à ses côtés, dans une sépulture déjà prête à cet effet. De plus, Pedro Juan y autorise ses successeurs et leurs familles à utiliser la chapelle comme dernier lieu de repos, transformant ainsi la chapelle en un instrument d'affirmation de sa lignée et un moyen supplémentaire permettant d'être pardonné aux yeux de Dieu.
Enfin, son testament fournit d'autres informations pertinentes qui ont conduit à toutes sortes d'hypothèses. Dans cet écrit apparaît comme témoin un maçon nommé Juan Alfonso de só la iglesia (« dévoué à l'église ») qui selon certains est le véritable architecte de l'œuvre, et selon d'autres une personne ayant aidé à sa construction. Toutefois, si l'on considère que la construction de la chapelle était terminée depuis déjà quelque temps avant la réalisation  de ce document (peut-être même quelques années) et qu'il ne s'agisse pas d'un document lié à l’activité de construction, aucune hypothèse n'est possible à cet égard.

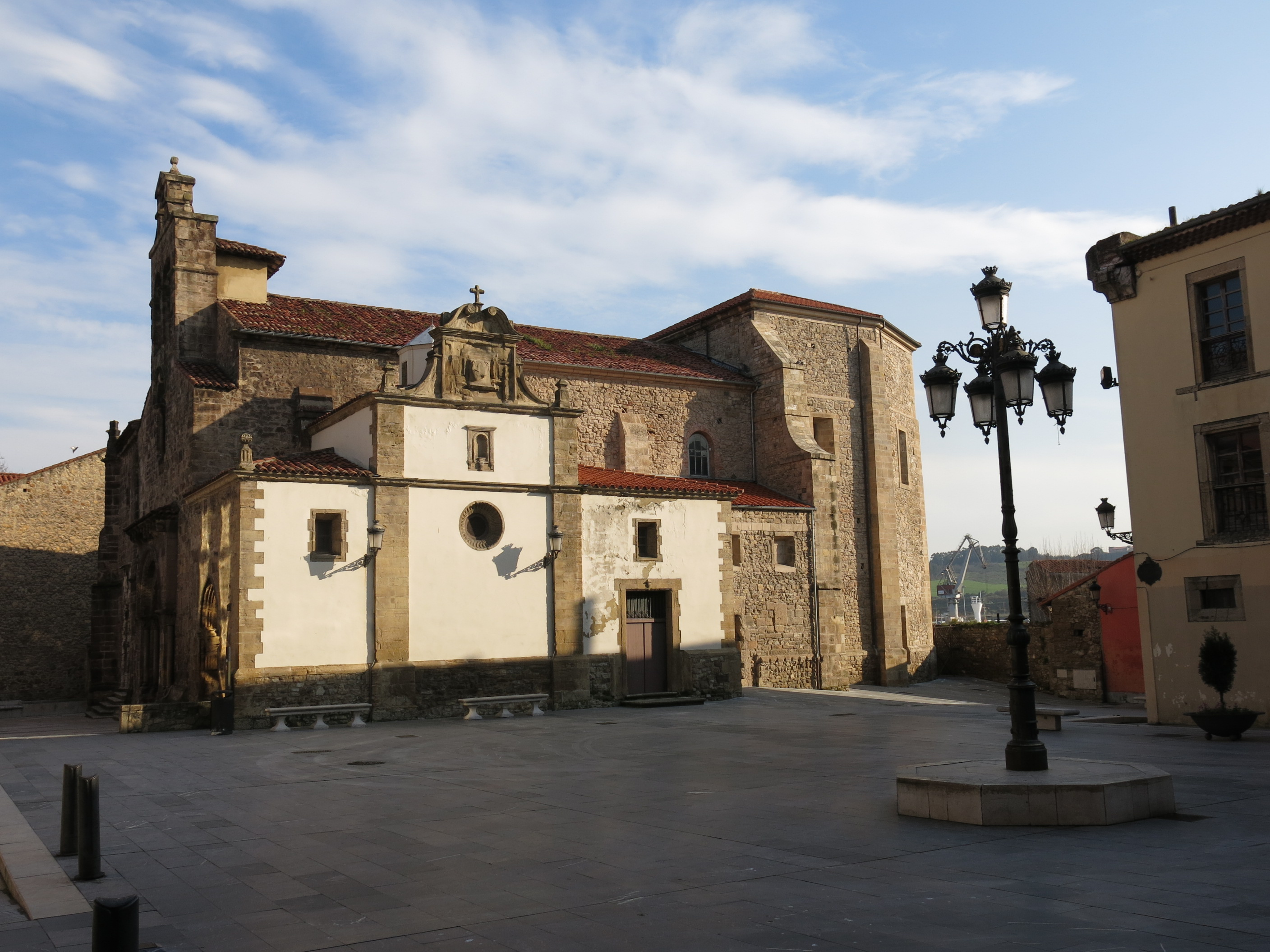
L'église des Pères Franciscains d'Avilés.

### Structure
Du point de vue structurel, la chapelle de los Alas est une véritable nouveauté dans le panorama de l'architecture contemporaine des Asturies. Le bâtiment est carré, présente une bonne orientation et a demandé un travail soigné de la pierre pour la réalisation des murs. La qualité des matériaux choisis est très rare à cette époque et montre la richesse de son propriétaire, qui souhaite de cette manière exhiber sa richesse au reste de ses concitoyens.
En ce qui concerne le toit, c'est sans aucun doute la marque de fabrique de la chapelle et il conditionne largement le reste de la structure. Il s'agit d'une voûte en forme de coupole renforcée par des nervures. Ce type de toit, connu également sous le nom d'Aquitaine, se compose d'une armature hémisphérique maintenue par de fines tiges. Les poutres partent depuis les visages situés aux coins de l'édifice et se croisent sur une clef sculptée à l'image de ce qui semble être le visage du Christ. Ces poutres ne supportent pas le poids, comme cela se passe dans les constructions gothiques classiques, mais agissent plutôt comme un renfort pour aider à supporter le poids directement transmis aux murs.
Les enquêtes du professeur José María Azcarate, qui a publié une étude très intéressante sur les constructions pré-gothiques en Espagne, ont révélé que les modèles en forme de coupole d'Aquitaine sont apparues dans la péninsule lors de la seconde moitié du XIIe siècle, grâce notamment à la construction de la cathédrale de Zamora. Ils ont ensuite été repris à Salamanque, Toro, Plasencia, Sahagún et quelques zones de la Collégiale de Santillana del Mar.
De ce point de vue, la chapelle d'Avilés présente une structure très originale qui lui permet de faire partie du petit groupe de bâtiments pré-gothiques de la région. Ces œuvres se caractérisent par le fait que de nombreuses solutions structurelles différentes de construction romaine mais également de style gothique ont été essayées. Elles répondent ainsi à ce moment de changement caractérisé par l'épuisement d'un modèle et la volonté d'expérimenter de nouvelles solutions. Toutefois, ces exemples de prototypes pré-gothiques n'ont pas été maintenus et ont été abandonnés face aux formes gothiques plus classiques développées en parallèle, le gothique classique devenant ainsi le modèle prépondérant lors des siècles suivants.
Aux Asturies, à partir de l'étude de la chapelle de Santa Maria de Piedeloro (Carreño) le professeur Vidal de la Madrid a identifié un petit groupe de bâtiments pré-gothiques caractérisés par la nouveauté des solutions structurelles de leurs voûtes et leur préférence au type d'Aquitaine ou Aquitaine-espagnol. Il s'agit notamment de cette chapelle Piedeloro, la chapelle funéraire située au sud de l'église du monastère de Cornellana (Salas), l'ermitage de Saint-Jacques dans le Monsacro (Morcín), la grande chapelle de l'Olive à Villaviciosa et la chapelle de los Alas à Avilés.

### Accueil
L'accès à l'intérieur de la chapelle se réalise via une archivolte double protégée de la poussière et soutenue par quatre colonnes, chapeautée d'un blason de la famille et de construction moderne. Dans le tympan on peut observer ce qui semble être des têtes munies d'ailes d'anges formées de trois lobes. Dans les chapiteaux on peut observer des têtes humaines en relief que les fidèles pouvaient voir en entrant dans l'enceinte. On peut distinguer des individus barbares, autant hommes que femmes, qui semblent s'affronter un contre un. On peut observer le travail très minutieux qui a été réalisé sur la chevelure des personnages. Il semble parfois que la chevelure soit couverte de plumes ou bien qu'elle est mise en valeur par l'ajout de diadèmes.
Le blason de la façade est une réplique de l'original, qui se trouve à l'intérieur de la chapelle. Il n'est pas de l'époque médiévale, mais plutôt de l'époque moderne, et montre les armes de la famille de las Alas : un château avec trois tours flanquées d'ailes situées sur des ondes aquatiques et un guerrier armé protégeant la porte.

### Enterrements
En effet, la fonction principale de la chapelle de los Alas est de servir comme tombeau digne de Pedro Juan et de sa famille. L'emplacement de l'édifice dans un lieu sacré et proche de la grande chapelle de la vieille église romaine, lui confère une place privilégiée sur le plan religieux d'autant plus que son propriétaire y ajouta une aumônerie et prévit l'organisation de messes à leur souvenir. À l'intérieur on peut y trouver deux sépultures sous les arches, des deux côtés de la chapelle. Les sépultures situées à l'épître correspondent à deux arches situées à l'extérieur de l'enceinte.
Les dégâts sur les sépultures durant la guerre civile rendirent le travail d'identification difficile. En revanche, les pierres tombales, en dépit de leur état avancé de détérioration, permettent toujours de distinguer une partie de leur texte ainsi que certains motifs héraldiques. Ils ont été copiés par Gaspar Melchor de Jovellanos qui put lire le texte suivant:
Número 1º Sepultura del honrado e mucho bueno Juan Estévanez de las Alas, que Dios haya, vecino de esta villa, el cual finó en el año de 1467
Número 3º Aquí yace Esteban Pérez de las Alas, que Dios perdone, que finó viernes a 10 días de noviembre, era de 1407 años
Número 4º Aquí yace Alonso Estévanez de las Alas, que Dios haya, el que pasó de este mundo a 4 días del mes de setiembre de 1475
(Gaspar Melchor de Jovellanos, Diarios (memorias íntimas) 1790-1801, p. 81).

### Planimétrie
Note

## Le retable disparu...
Actuellement, l'intérieur de la chapelle apparaît nu et vide, mais jusqu'à la dernière guerre civile il était meublé avec un retable en albâtre de l'école anglaise que Fortunato de Selgas décrivit dans son article sur les monuments d'Avilés (1907) et Aurelio de Llano photographia pour son œuvre "Les beautés des Asturies d'Est en Ouest" paru en 1928. De plus, il est également possible d'obtenir deux photographies prises en 1918 et conservées par l'institut Amatller de Arte Hispánico qui permettent de bien observer l'œuvre.

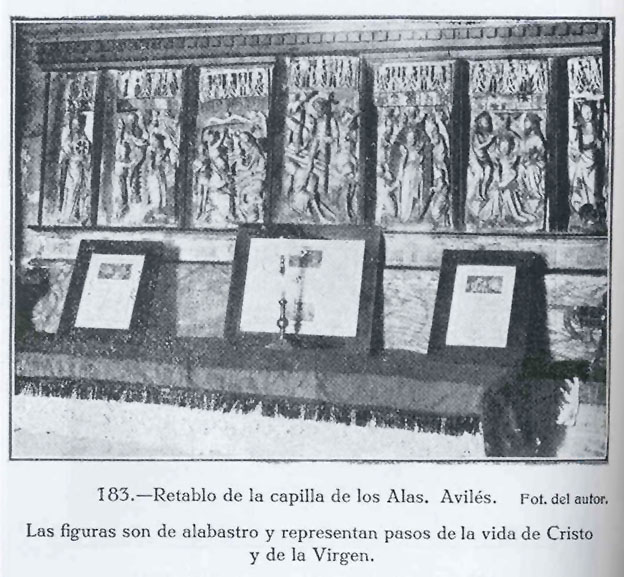

L'ensemble était composé de sept panneaux d'albâtre dédiés aux joies de Marie, où il était représenté en bas-relief et de gauche à droite: sainte Catherine, l'Annonciation de la Vierge, l’Épiphanie (Adoration des Mages), la Résurrection du Christ, L'Incrédulité de saint Thomas à propos de son Assomption, le Couronnement de la Vierge et sainte Marguerite. Chaque panneau pouvait s'assembler avec le panneau adjacent grâce à son cadre en bois, et l'ensemble de ces sept panneaux offrait un frontal parfaitement en harmonie avec le thème de la chapelle.
Ces retables étaient confectionnés en Angleterre, où, depuis la seconde moitié du XIVe siècle, les ateliers de Londres, York et Nottingham réalisaient des productions en série. La valeur de ces pièces, peintes sur toute leur surface, pouvait vite atteindre des prix prohibitifs mais, du fait que les artisans produisaient les mêmes pièces en série, cela réduisait les coûts et permettait une vente à des prix bien plus raisonnables. C'est d'ailleurs pour cette raison que les panneaux d'albâtre anglais eurent beaucoup de succès sur la côte atlantique, aidés également par le fait que les dimensions des différentes pièces étaient raisonnables et permettaient ainsi de les transporter facilement. De plus, il était facile de combiner différents panneaux, selon les souhaits du client. Enfin, le fait qu'aucun atelier de ce type ne se situe sur la corniche cantabrique a facilité leur diffusion.
Les différentes scènes du retable de la chapelle de los Alas, déjà étudiées par le chercheur Pedro Paniagua, sont tout à fait caractéristiques des albâtres anglais qui se distinguent par la recherche de l'ordre et qui permettent une compréhension de plusieurs sujets en même temps, sans aucune difficulté pour l'observateur. Le retable d'Avilés ressemble énormément à une pièce provenant de la paroisse de Miudes (El Franco), conservée au Musée de l'Église d'Oviedo, et qui illustre le Couronnement de la Vierge et l'incrédulité de saint Thomas à propos de son Assomption. Dans la version de la chapelle de las Alas, on peut y trouver également Saint-Thomas l'apôtre, mais en ce qui concerne la Vierge, elle est déjà couronnée. Selon Gardner et sa classification en quatre groupes des retables anglais, cette œuvre appartient au troisième groupe, c’est-à-dire que sa création pourrait avoir eu lieu entre 1420 et 1460. À cette époque, l'industrialisation, poussée par une demande accrue, a entraîné une plus grande simplification des panneaux. En outre, cette période est caractérisée par l'adoption d'un tracé beaucoup plus soigné et plus profond que lors des époques antérieures. Le retable de la chapelle de los Alas correspond au nouveau style de tracé.
Durant la guerre civile, la chapelle de los Alas fut sérieusement endommagée, et le retable disparut. José María Serrano, qui a élaboré une liste exhaustive des églises et œuvres d'art détruites durant le conflit, conclut, en se basant sur des témoignages, qu'il fut détruit.
« En el interior, completa y brutalmente destruido y deshecho, losas sepulcrales del siglo xv, a cuya centuria pertenecía también el hermosísimo retablo compuesto de menudos relieves de alabastro, dorado y policromado, distribuidos en siete cuadros que representaban a Santa Catalina, la Anunciación, la Adoración de los Reyes Magos, la Ascensión, la Asunción, la Coronación y una imagen de un santo, que algún arqueólogo consideraba importación inglesa ha sido materialmente pulverizado a golpes (SERRANO, José María, Número y valor de los museos y obras de arte destruidos. Iglesias, conventos y capillas destruidas). »
Cependant, quelque temps plus tard, Luis Menéndez Pidal fut beaucoup plus sceptique en ce qui concerne sa destruction car aucun fragment de cette œuvre ne fut découvert:
« La Capilla de los Alas fue profanada durante el dominio rojo, rompiendo las arcas de los sepulcros con otros detalles y labores de su interior, no habiendo sido incendiada por no tener materiales combustibles y estar cubierta con bóveda de crucería construida en piedra. El retablo, de alabastro, dicen que fue machacado, aunque no se ha podido comprobar tal supuesto, ya que no apareció en el interior de la Capilla resto alguno que viniera a justificar la explicación conocida. (Luis Menéndez Pidal, Los monumentos de Asturias, p. 98). »
D'autres auteurs, tels que Francisco de Caso, Ángel Garralda, Enrique Tessier ou Francisco Paniagua, ont insisté sur la possibilité que la pièce ait pu avoir été volée et que sa piste soit définitivement perdue.
De plus, on connait actuellement ce type de scènes issues de retables de Nottingham en France : deux scènes en sont conservées à Douai (annonciation et couronnement) et une copie sans doute à Montréal en Bourgogne, dans la collégiale Notre-Dame de l'Assomption.

## La Vierge disparue
Bien avant la guerre civile, il y avait dans la chapelle de los Alas une Vierge Marie assise auprès de l'enfant Jésus, œuvre réalisée à la fin du Moyen Âge. Nous le savons grâce aux photographies prises en 1918 et conservées par l'Institut d'Art hispanique Amatller (Archivo Mas). Cette sculpture taillée dans du bois polychrome montre la Vierge Marie assise sur un trône avec son Fils en train de bénir et debout sur la jambe gauche de sa Mère. Le style de cette œuvre est gothique et pourrait dater du XIVe siècle. Tout comme le retable en albâtre, cette Vierge Marie avec son fils Jésus n'a jamais pu être localisée.

## Protection
La chapelle fait l’objet d’un classement en Espagne au titre de bien d'intérêt culturel depuis le 31 octobre 1991,.

### Article lié
- Collégiale Notre-Dame de Montréal (Yonne)